# American Boy
«American Boy» —en español: «Chico Americano»— es el segundo sencillo del álbum Shine por la cantante inglesa de rhythm and blues Estelle, que incluye la participación del rapero estadounidense Kanye West. La canción es su primer sencillo internacional. Ganó el Premio Grammy a la Mejor colaboración de rap/cantada y también fue nominada para Canción del año en los Premios Grammy de 2009.
Es un sample de la canción Impatient de Will.I.Am

## Video musical
El video musical de American Boy cuenta con las colaboraciones de John Legend, Kardinal Offishall, Taz Arnold de Sa-Ra, Naledge y Double-O de Kidz In The Hall, Danger Mouse, Consequence, Hi-Tek, Leslie Ryan, T.I., Brandon Hines, y Terrence J de 106 & Park, LL Cool J, entre otros. Fue nominado al Mejor Video del Reino Unido en los MTV Video Music Awards 2008. La instrumental de esta canción corresponde a "Impatient" de will.i.am, de su álbum "Songs about girls".

## Lista de canciones y formatos
UK CD 1
1. American Boy (clean radio edit)

UK CD 2
1. American Boy (explicit album version)
2. Life to You
3. American Boy (video)

US PROMO
1. American Boy (radio edit)
2. American Boy (instrumental)

Remixes EP
1. American Boy (TS7 Remix)
2. American Boy (TS7 Remix Radio Edit)
3. American Boy (Soul Seekerz Club Remix)
4. American Boy (Soul Seekerz Dub Remix)
5. American Boy (Soul Seekerz Radio Remix)
6. American Boy (Benny Benassi Remix)
7. American Boy (Kill the Noise Remix)
8. American Boy (Danger's Champion Remix)

## En los medios visuales
- La canción se escucha en la exitosa serie de televisión Ghost Whisperer en la cuarta temporada episodio Save Our Souls.
- Suena en una escena de la película Obsessed protagonizada por Beyoncé Knowles.
- En un episodio de Strictly Come Dancing, los profesionales bailaron la canción.
- La canción aparece en los videojuegos DJ Hero 2 y Just Dance 2.
- La canción es cantada por Smithy y Rudi en Gavin and Stacey
- En 2014, Blaine Anderson (Darren Criss) y Kurt Hummel (Chris Colfer) versionó la canción en el episodio final de la temporada Glee "The Untitled Rachel Berry Project".
- En 2015, la canción se escucha en la película Flicker Buzz

## Posicionamiento en listas y certificaciones
| Listas (2008)                             | Mejor posición |
| ----------------------------------------- | -------------- |
| Alemania (Offizielle Deutsche Charts)     | 5              |
| Australia (ARIA)                          | 3              |
| Austria (Ö3 Austria Top 40)               | 7              |
| Bélgica (Flandes) (Ultratop 50)           | 1              |
| Bélgica (Valonia) (Ultratop 50)           | 4              |
| Canadá (Canadian Hot 100)                 | 9              |
| Dinamarca (Tracklisten)                   | 3              |
| Eslovaquia (Radio Top 100 Chart)          | 1              |
| Estados Unidos (Billboard Hot 100)        | 9              |
| Estados Unidos (Hot R&B/Hip-Hop Songs)    | 55             |
| Estados Unidos (Pop Songs)                | 10             |
| Estados Unidos (Adult Pop Songs)          | 26             |
| European Hot 100                          | 1              |
| Francia (SNEP)                            | 3              |
| Grecia (IFPI)                             | 12             |
| Hungría (Mahasz)                          | 3              |
| Irlanda (IRMA)                            | 2              |
| Italia (FIMI)                             | 3              |
| Noruega (VG-lista)                        | 10             |
| Nueva Zelanda (Recorded Music NZ)         | 5              |
| Países Bajos (Dutch Top 40)               | 6              |
| Reino Unido (The Official Charts Company) | 1              |
| República Checa (Radio Top 100 Chart)     | 7              |
| Suecia (Sverigetopplistan)                | 14             |
| Suiza (Schweizer Hitparade)               | 5              |
| Turquía (IFPI)                            | 2              |

| País           | Organismo certificador | Certificación | Ref.   |
| -------------- | ---------------------- | ------------- | ------ |
| Alemania       | BVMI                   | Oro           | [ 22 ] |
| Australia      | ARIA                   | Platino       | [ 23 ] |
| Bélgica        | BEA                    | Oro           | [ 24 ] |
| Estados Unidos | RIAA                   | 2× Platino    | [ 25 ] |
| Reino Unido    | BPI                    | Platino       | [ 26 ] |

## Sucesión en listas
| Anterior: «Mercy» de Duffy | UK Singles Chart — Sencillo Nro 1 23 de marzo de 2008 — 19 de abril de 2008 | Siguiente: «4 Minutes» de Madonna con Justin Timberlake |
| Anterior: «Mercy» de Duffy | European Hot 100 — Sencillo Nro 1 19 de julio de 2008 — 26 de julio de 2008 | Siguiente: «All Summer Long» de Kid Rock                |